# Lampridiformes
Båndfisk, vågmærordenen, Lampridiformes (også stavet Lampriformes tidligere benævnt Lamproidei, Stylephoroidei, Trachipteroidei, Veliferoidei) er en orden af strålefinnede fisk som omfatter omkring 50 levende arter af dybhavsfisk. De er benfisk som udvikledes i slutningen af Kridttiden eller i den efterfølgende paleocæne epoke for 60-70 millioner år siden. Deres søsterorden er Myctophiformes.
Båndfisk har meget varierende kropsformer, men de er som regel langstrakte eller båndlignende. Båndfisk har 84-96 ryghvirvler, men mangler pigstråler. Rygfinnen er lang og løber som regel langs hele kroppen. De har ingen skæl. Fiskene findes normalt på 100-1000 m dybde, men de er ikke bundlevende.

## Klassifikation
Orden: Lampriformes
- Underorden: Lampridoidei
  - Familie: Lampridae
    - Slægt: Lampris
- Underorden: Veliferoidei
  - Familie: Veliferidae
    - Slægt: Metavelifer
    - Slægt: Velifer
- Underorden: Trachipteroidei
  - Familie: Lophotidae
    - Slægt: Eumecichthys
    - Slægt: Lophotus

  - Familie: Radiicephalidae
    - Slægt: Radiicephalus

  - Familie: Trachipteridae (Vågmærfamilien)
    - Slægt: Desmodema
    - Slægt: Trachipterus
    - Slægt: Zu

  - Familie: Regalecidae (Sildekongefamilien)
    - Slægt: Agrostichthys
    - Slægt: Regalecus
- Underorden: Stylephoroidei
  - Familie: Stylephoridae
    - Slægt: Stylephorus